# West ('s-Hertogenbosch)
West is een stadsdeel in de gemeente 's-Hertogenbosch, in de Nederlandse provincie Noord-Brabant. De naam van het stadsdeel heeft te maken met de geografische ligging van het stadsdeel. Het ligt in het westen van de gemeente.
| Wijk                 | Inwoners (2021) |
| -------------------- | --------------- |
| Boschveld            | 3321            |
| Paleiskwartier       | 3360            |
| Willemspoort         | 468             |
| Deuteren             | 1600            |
| De Moerputten        | 271             |
| De Schutskamp        | 4934            |
| De Kruiskamp         | 8345            |
| De Rietvelden-Oost   | 121             |
| De Rietvelden-West   | 23              |
| Het Veemarktkwartier | 11              |
| Ertveld              | 251             |
| Totaal (2021)        | 22.705          |